# Hubertus van Luik
De heilige Hubertus van Luik, soms  Huibrecht (655-727), was volgens de traditie de laatste bisschop van Maastricht en de eerste van Luik.

## Legende van Sint-Hubertus
Over het leven van Hubertus bestaan zeven min of meer eigentijdse hagiografieën. Hieruit heeft zich in de loop der eeuwen de legende van Sint-Hubertus gevormd. In de iconografie is de legende van Sint-Hubertus nauw verweven met die van Sint-Eustachius.

### Jeugd en bekering

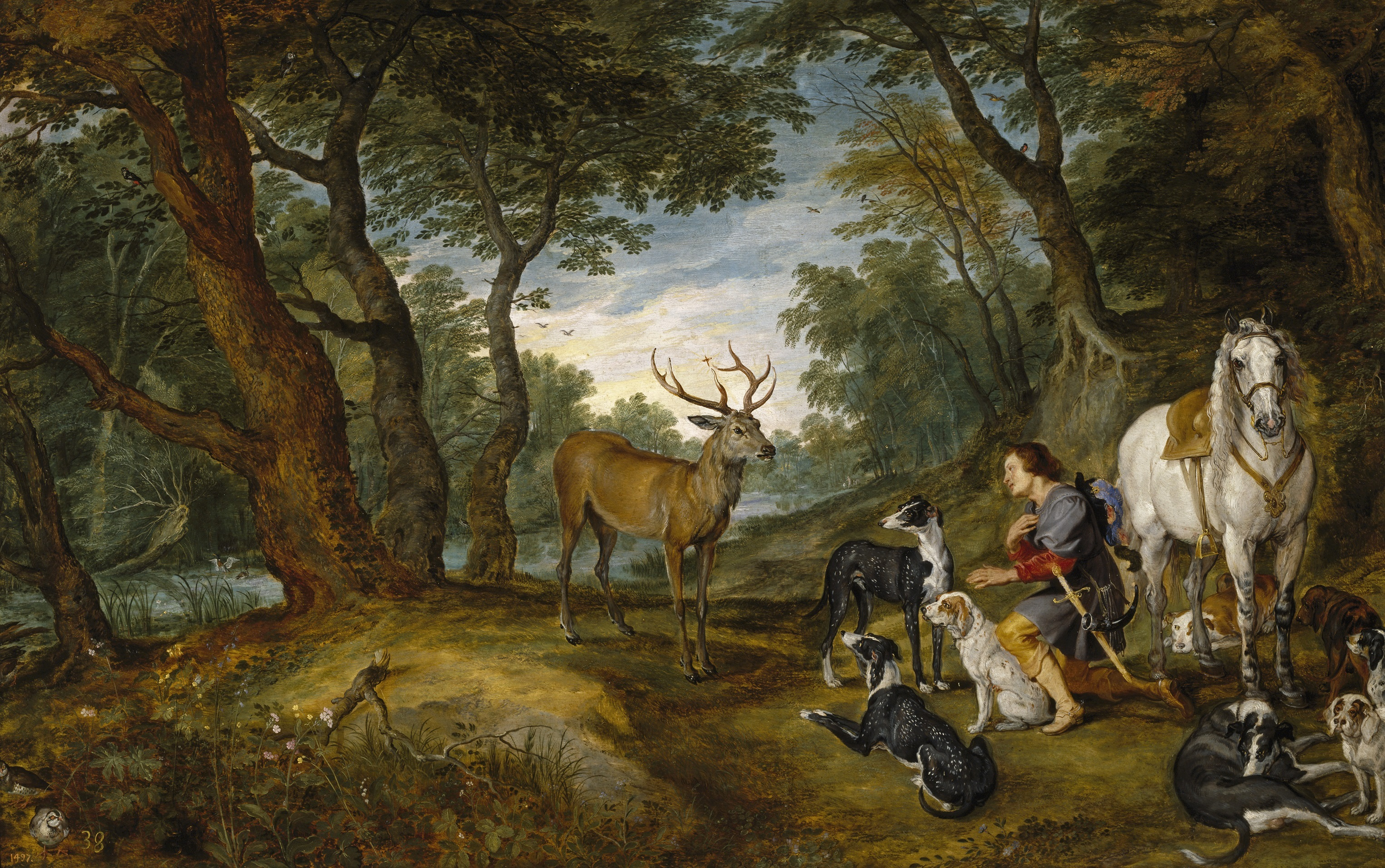
Het visioen van Hubertus door Jan Brueghel de Oude en Rubens (Prado, Madrid)

Hubertus was een zoon van Bertrand, broer van Boggis, de hertog van Aquitanië en leidde een werelds leven. Hij ging naar het Neustrische hof van Theuderic III in Parijs, maar ging net als veel edelen, vanwege hofmeier Ebroin, naar het Austrasische hof in Metz. Daar werd hij hartelijk door hofmeier Pepijn van Herstal ontvangen en kreeg ook hier een hoge functie. Na de dood van zijn vrouw Floribanne, bij de geboorte van hun zoon Floribertus, trok hij zich terug in de Ardennen, waar hij zich aan het jagen overgaf. Op Goede Vrijdag van het jaar 683 ging hij op jacht, hoewel dat een zeer oneerbiedige activiteit was op die dag. Hubertus bespeurde een groot hert, en joeg erachteraan met zijn honden. Toen hij het hert bijna te pakken had en het dier zich naar hem toekeerde wilde hij het neerschieten. Op dat moment verscheen er een lichtend kruis tussen het gewei. Een stem zei hem naar Lambertus van Maastricht te gaan. Sint Hubertus staat nu bekend als patroonheilige van de jacht. Deze legende werd pas vanaf de 15e eeuw met het leven van Hubertus verbonden.

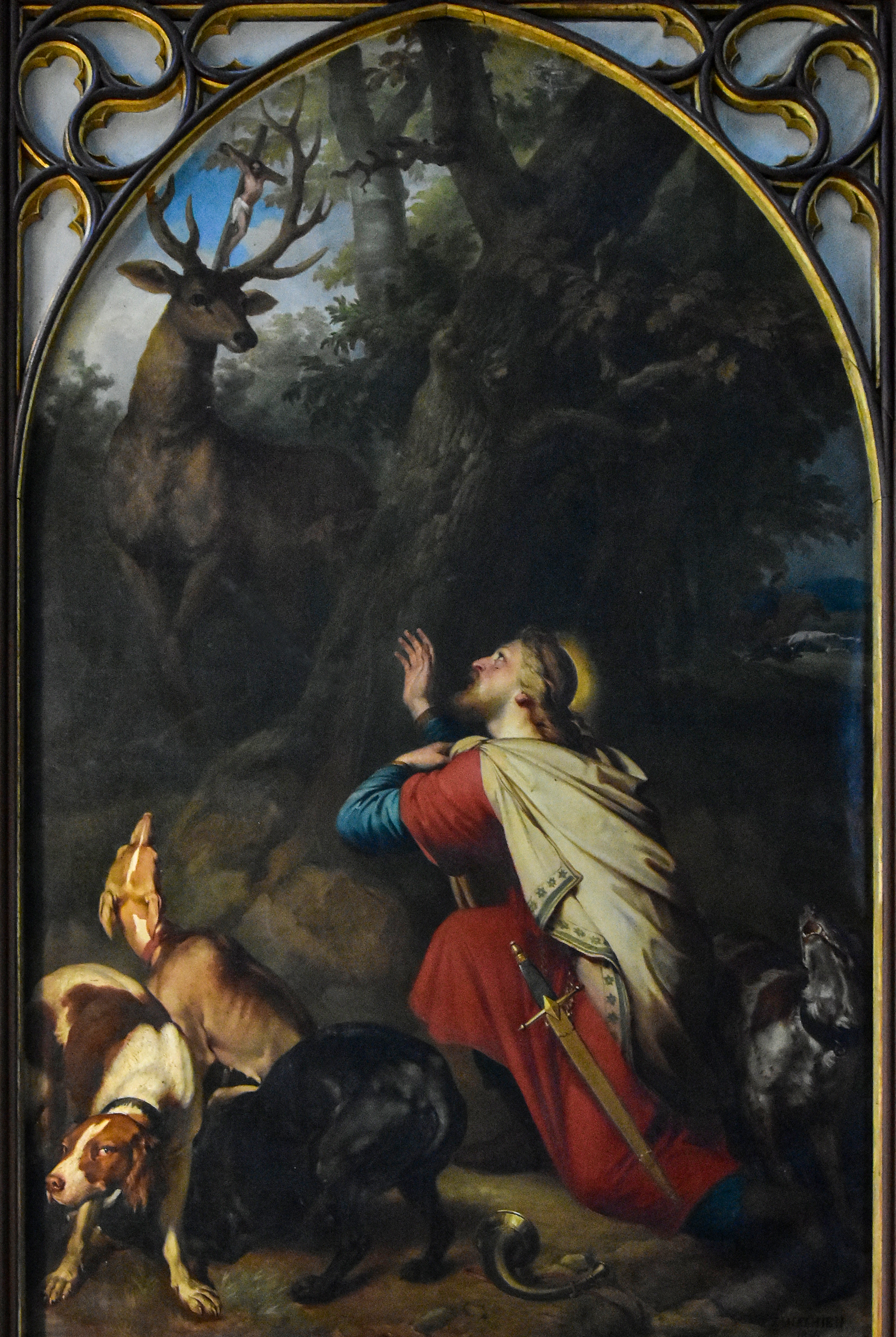
Bekering van Sint-Hubertus door Lambert Mathieu in de basiliek te Sint-Hubertus

### Hubertus' leven als geestelijke
Hubertus ging in de leer bij de heilige Lambertus van Maastricht, op dat moment de bisschop van die stad. Hubertus' broer Odo de Grote werd Floribertus' voogd. Tijdens Hubertus' afwezigheid, hij was op pelgrimage naar Rome om paus Sergius I te ontmoeten, werd Lambertus door volgelingen van Pepijn vermoord. Hubertus volgde Lambertus op. Maastricht en Tongeren waren in die tijd onveilig, daarom verplaatste hij zowel de bisschoppelijke zetel als het gebeente van de heilige Lambertus naar Luik (rond 718). Boven het graf van Lambertus werd de Sint-Lambertuskathedraal opgericht, die in 1794 werd verwoest. Hubertus verkondigde het geloof in Brabant en de Ardennen, vandaar dat in het zuiden van Nederland en in heel België veel kerken naar hem zijn vernoemd. In sommige streken lijkt het soms wel alsof er maar twee heiligen zijn: Hubertus en Lambertus.

### Na zijn overlijden
Nadat Hubertus in 727 overleed, volgde zijn zoon Floribertus hem op (in die tijd konden gehuwden nog geestelijke worden, al scheidden ze in dat geval wel vaak van tafel en bed: de vrouw werd meestal kloosterlinge).
 In de vita van Sint-Hubertus wordt zijn overlijden gepreciseerd in de plaats genaamd "Fura", gelegen op 30 mijl (ongeveer 45 km) van Luik. Het valt dan ook te betwijfelen dat dit de Vlaams-Brabantse gemeente Tervuren is, zoals een plaatselijke traditie beweert. Wellicht dient Fura in de Voerstreek te worden gezocht.
Op 30 september 825 werd zijn stoffelijk overschot van Luik naar de abdij van Andage overgebracht. Hierdoor werd Andage al spoedig een bedevaartsoord en de plaatsnaam veranderde na enige tijd in Saint-Hubert. De basiliek die bij de abdij werd opgericht, werd naar Hubertus van Luik vernoemd: de Basiliek van Sint-Hubertus. Zijn kist verdween tijdens de Reformatie.

## Naamdag en patroonheilige

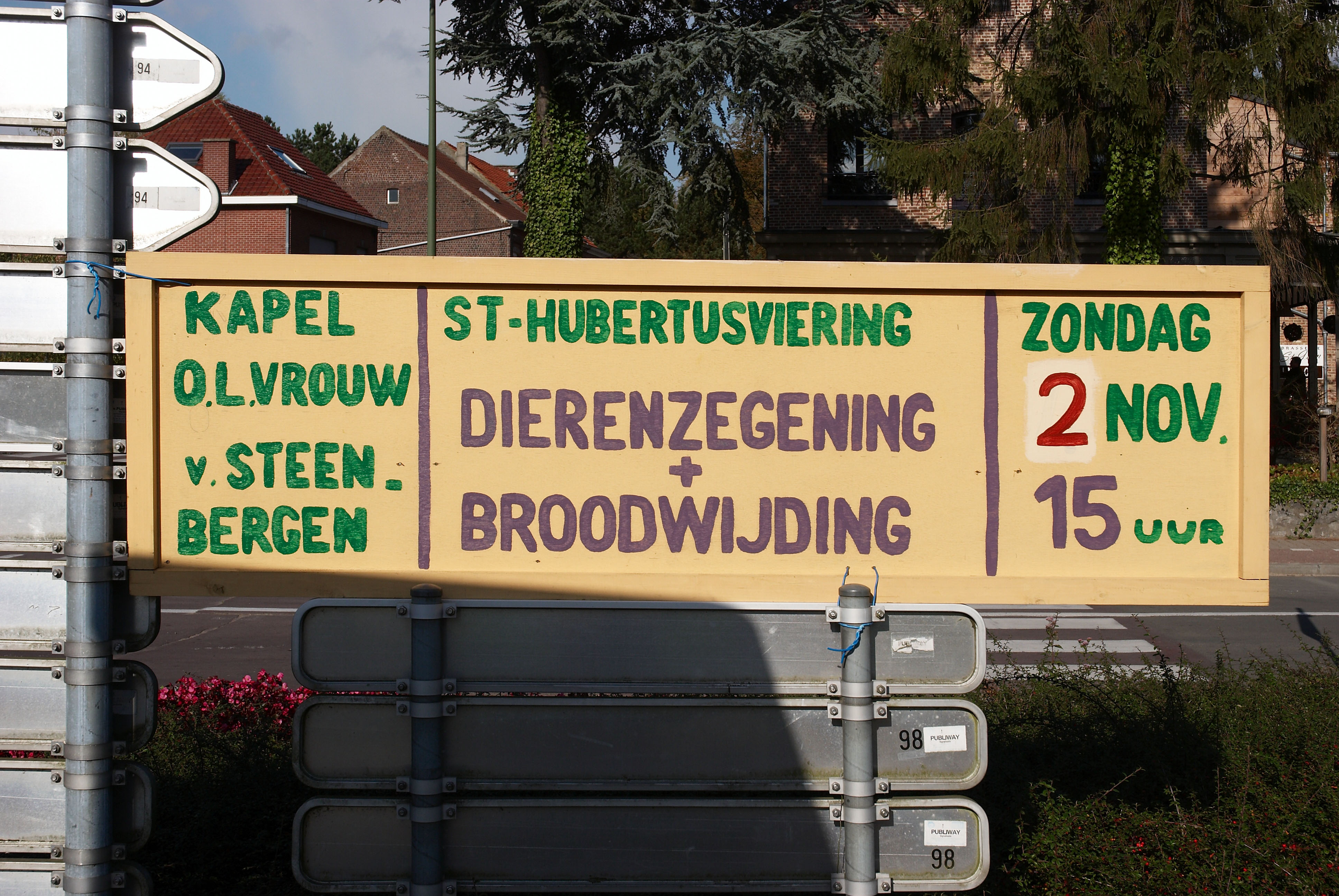
Dierenzegening en broodwijding tijdens de Sint-Hubertusviering bij de Kapel van Onze-Lieve-Vrouw van Steenbergen

Omdat hij eens een man van hondsdolheid genas, wordt hij speciaal aangeroepen tegen deze ziekte. Daartoe wordt ook het zogenaamde hubertusbrood gezegend. Zijn naamdag wordt gevierd op 3 november.
Andere patroonheiligen van de jagers zijn Sint-Eustatius/Sint-Eustachius (20 september),  Sint-Gilles/Sint-Egidius (1 september) en Sint-Bavo/Sint-Baaf (1 oktober).

## Nalatenschap; erfgoed
De nalatenschap van Hubertus is enorm. Honderden kerken, kapellen, kloosters, scholen, verenigingen en andere instellingen zijn naar hem genoemd. Ook veel topografische namen en straatnamen verwijzen naar Sint-Hubertus. Daarnaast zijn er talloze schilderingen, beeldhouwwerken, literaire werken en muziekstukken aan hem gewijd. Ook in de populaire cultuur is in zijn invloed naspeurbaar. Enkele voorbeelden:
- De dorpjes Sint-Huibrechts-Lille en Sint-Huibrechts-Hern en ook Saint-Hubert zijn genoemd naar Sint-Hubertus.
- In Tervuren staat de Sint-Hubertuskapel op de plek waar hij volgens sommige legendes gestorven zou zijn.
- Het Jachthuis Sint-Hubertus op de Hoge Veluwe is genoemd naar de heilige Hubertus. De plattegrond van het slot heeft de vorm van een hertengewei.
- In het Jachtslot de Mookerheide in Molenhoek, is een grote glas-in-lood afbeelding van Sint-Hubertus.
- In Neerpelt bevindt zich het Sint-Hubertuscollege.
- In Enschede bevindt zich Huize Heilige Hubertus, vernoemd naar Sint-Hubertus.
- In Den Haag bevindt zich het Sint Hubertuspark.
- Na Sint-Sebastiaan is Sint-Hubertus de meest voorkomende patroonheilige van schuttersgilden. In Noord-Brabant zijn dit er vijf, te weten in: Berkel-Enschot, Drunen, Leur (Etten-Leur Noord), Liessel en Loon op Zand. In Nederlands Limburg zijn dit er zes, te weten in: Beringe, Gulpen, Kessel, Nattenhoven, Schaesberg en Ubachsberg en in Belgisch Limburg het schuttersgilde van Manestraat.
- De stormvloed van 1287 werd op Terschelling ook wel de Sint-Hubertusvloed genoemd.[5]
- De Duitse kruidenlikeur Jägermeister heeft als logo het beeld van het hert met een kruis tussen het gewei.